# Apotolamprus resplendens
Apotolamprus resplendens är en skalbaggsart som beskrevs av Olivier Montreuil 2008. Apotolamprus resplendens ingår i släktet Apotolamprus och familjen bladhorningar. Inga underarter finns listade i Catalogue of Life.